# Арменски културен клуб (Пазарджик)
Арменският културен клуб „Арто Бъздигян“ в Пазарджик е създаден към Арменската църква „Сурп Степанос“ в града. Открит е на 30 септември 2017 г.
На официалното откриване присъстват наместникът на Арменската апостолическа църква в България Исаак Погосян, духовният пастир на общността в Пазарджик протопрезвитер Кеворк Хачиарян, председателят на църковното настоятелство Нерсес Ширинян, Нишан Бъздигян и др.
Културният клуб е именуван на Арто Бъздигян, който е радетел и инициатор за възстановяването на арменската църква в Пазарджик, а синът му, Нишан е сред дарителите за изграждането на църквата и клуба. Двамата получават медали на името на Св. Нерсес Шнорхали – католикос на Арменската апостолическа църква и един от първите патриарси.